# Slaget vid Dybbøl
För andra betydelser, se Slaget vid Dybbøl (olika betydelser).
Slaget vid Dybbøl eller Slaget vid Dybbøls skansar (danska: Slaget ved Dybbøl eller Kampene ved Dybbøl, tyska: Erstürmung der Düppeler Schanzen) var ett avgörande slag i det dansk-tyska kriget. Det utkämpades i Dybbøl på morgonen den 18 april 1864 efter en belägring som påbörjats 7 april. Det svåra danska nederlaget mot den preussiska armén avgjorde kriget.

## Upptakten till slaget
Efter den danske kungen Kristian IX (som också var hertig av Slesvig, nuvarande Schleswig) annekterat Slesvig i november 1863, trängde preussiska och österrikiska trupper in i Jylland januari 1864. 

### Reträtten till Dybbøl
De cirka 38 000 danskarna drog sig utan strid tillbaka till försvarslinjen Danevirke. Den danske överbefälhavaren Julius Christian de Meza insåg dock att den över 70 kilometer breda ställningen var alltför stor för att kunna försvaras effektivt, med de begränsade resurser som fanns tillgängliga. Havsviken Slien i öster och sumpmarkerna i väster som skyddade linjens flanker hade frusit till under vintern. Istäcket kunde inte sågas upp och blottade försvaren för en angripare. de Meza beslöt sig för att dra tillbaka större delen av armén till skansarna vid Dybbøl.  Natten till den 5 februari utrymmer danskarna försvarsverken och retirerade norrut i tre kolonner. För sitt beslut att överge Danevirke avskedades de Meza som överbefälhavare den 28 februari.
Skanslinjen vid Dybbøl var belägen på halvön Sundeved, med flankerna skyddade av Alsundet i norr och Vemmingbund i söder. Försvarsverken var dock dåligt förberedda för en belägring, eftersom Danmark hade prioriterat befästningen av Danevirke. Teknologiska framsteg inom artilleriet, särskilt räfflade kanoner, hade även gjort skansens geografiska läge olämpligt för ett utdraget försvar.  
Danska arméns utrustning var dessutom sämre än de preussiska styrkornas. De danska trupperna var, liksom större delen av Europas arméer, fortfarande utrustade med mynningsladdade gevär och kanoner. De preussiska soldaterna var däremot beväpnade med modernare, bakladdade tändnålsgevär som hade mycket högre eldhastighet och kunde avfyras i såväl stående som liggande ställning. Danskarna åtnjöt emellertid fullständigt sjöherravälde och grupperade stridsfartyget Rolf Krake i Alssundet. Fartyget användes som en flytande artilleriplattform för att bombardera de preussiska belägringstrupperna. 

### Bombardemanget av ställningen

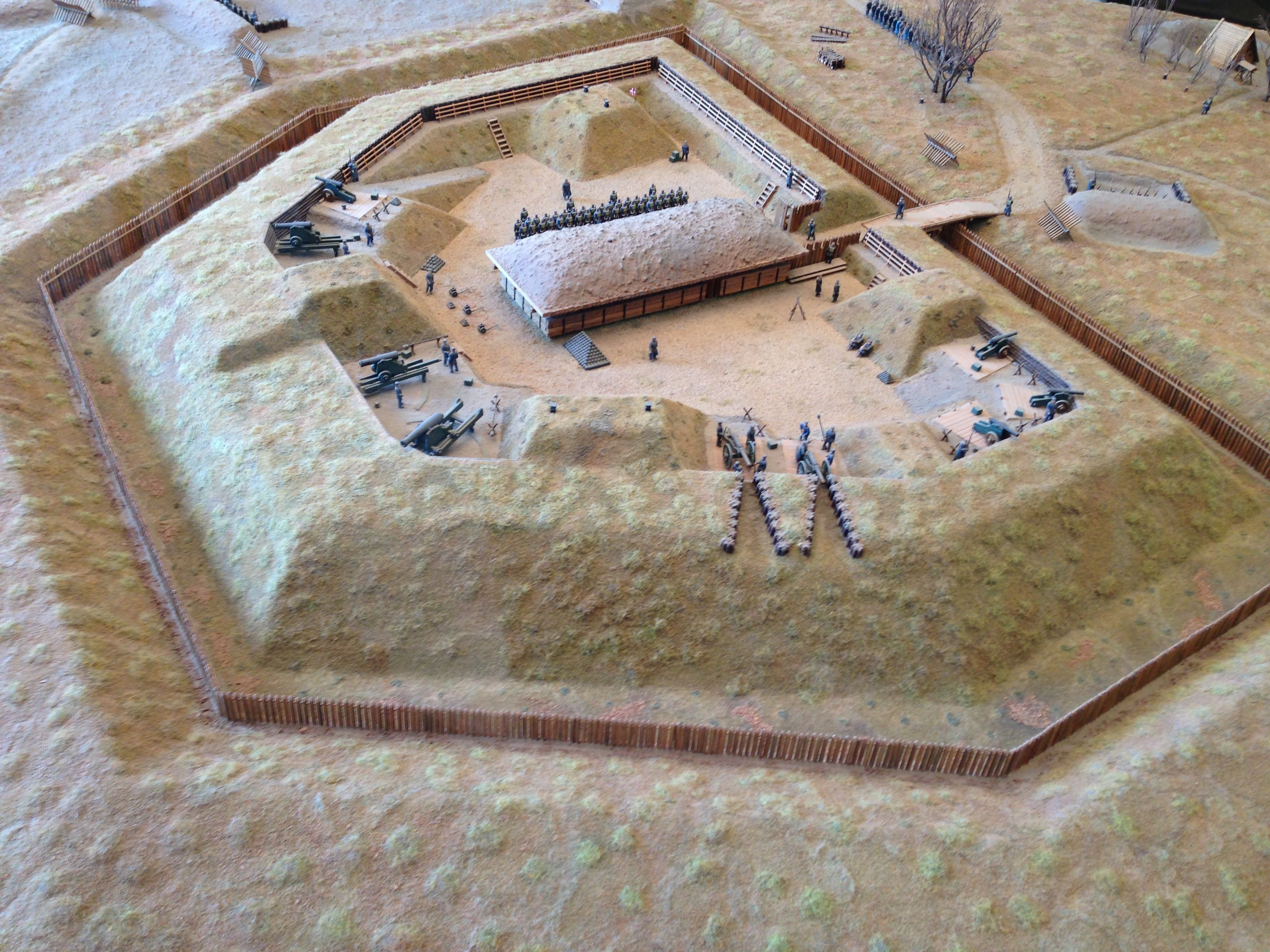
Modell av en dansk skans vid Dybbøl.

Preussarna vågade inte riskera ett anfall mot ställningen av rädsla för stora förluster. Den preussiske befälhavaren, Prins Fredrik Karl, beslutade sig istället för att mjuka upp de danska skansarna genom ett artilleribombardemang. Han upprättade därför sitt högkvarter på Broager Land, varifrån han kunde få överblick över bombardemanget. 
Beskjutningen påbörjades i början av mars och ökade i takt med att fler artilleripjäser anlände till fronten. De preussiska kanonerna hade längre räckvidd än sina danska motsvarigheter och de grövsta av dem placerades vid Broager Land, varifrån de kunde skjuta över Vemmingbund och träffa ställningarna där de var som svagast. 
De sista elva dagarna före stormningen intensifierades beskjutningen. 102 preussiska kanoner avfyrade då upp till 7 000 granater per dygn. I samverkan med kanonaden arbetade sig preussiska ingenjörstrupper fram mot försvarsverken och förberedde skytte- och löpgravar inför den kommande stormningen. De närmsta av dessa grävdes bara 250 meter från skanslinjen. Den 28 maj genomförde preussarna ett begränsat anfall mot delar av linjen, men slogs tillbaka av elden från Rolf Krakes kanoner.
Efter två månaders bombardemang var de danska försvarsverken underbemannade av utmattade och demoraliserade soldater. General Georg Gerlach, som efterträtt den avskedade de Meza, förstod att Dybbølställningen inte gick att hålla och vädjade till krigsministern Carl Lundbye om att få tillstånd att dra tillbaka trupperna till Als. Gerlachs begäran avslogs, men den 14 april upprepades generalens yrkande om reträtt. Lundbye gav till slut med sig och godkände förslaget. Det dröjde dock inte mer än sex timmar innan han åter ändrade sig och gav kontraorder.

## Slaget

### Stormningen av skansarna

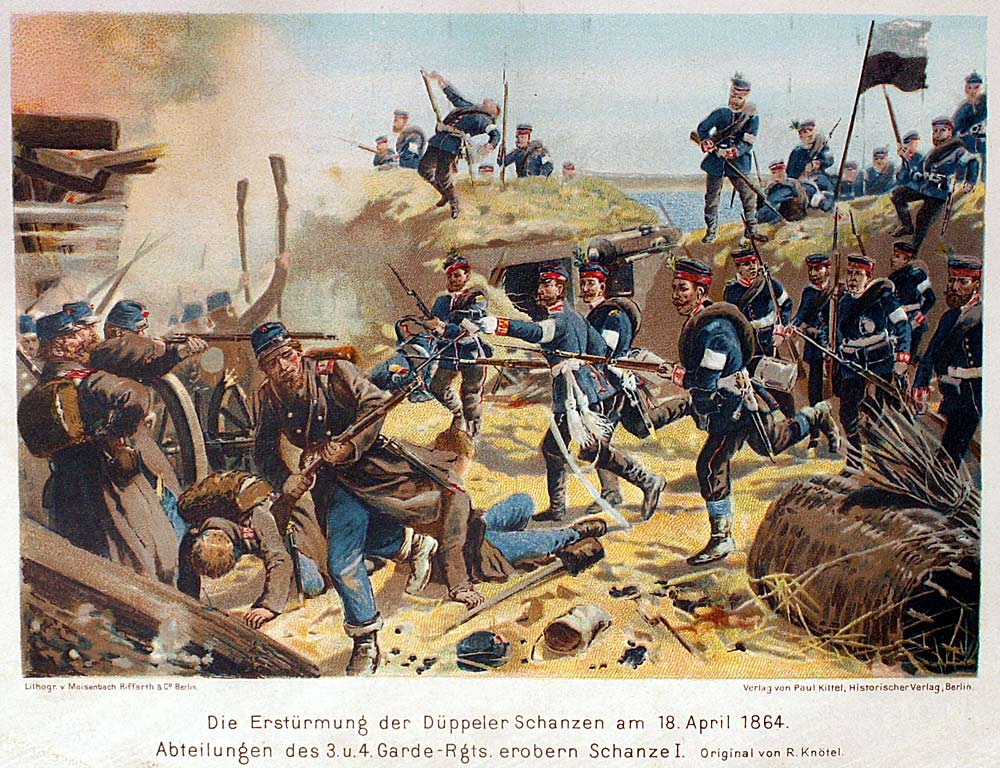
Preussiska trupper stormar de danska försvarsverken vid Dybbøl. Litografi efter originalteckning av Richard Knötel.

Den preussiska arméledningen beslutade sig för att koncentrera angreppet till de sex sydligaste danska skansarna, vilka lidit störst skada av artillerielden. Därefter skulle en del av de preussiska trupperna söka sig norrut och på så vis omringa de danska soldaterna i de fyra sista skansarna. De resterande trupperna skulle fortsätta österut för att slå ned danskarnas bakre försvarslinje och erövra den strategiskt viktiga Dybbøl kvarn.
Preussarna intog sina anfallspositioner 2.00 på morgonen den 18 april och 10.00 upphörde artilleribombardemanget. På signal från prinsen, som överblickade slagfältet från toppen av Avnberg, gick sedan det preussiska infanteriet till anfall. Stormningen kom som en total överraskning för danskarna. De underbemannade försvarsverken hölls av endast 2 200 soldater mot de 11 000 preussiska stormtrupperna.  
Efter tretton minuter hade preussarna intagit den första reduttlinjen. Danska soldater som grupperats bakom försvarslinjerna gick till motanfall mot preussarna, men kastades tillbaka av övermakten. Vissa av ställningarna bet trots detta ifrån sig och vid skans 4 förlorade anfallarna 300 man i döda och sårade. Efter en halvtimmes strider hade dock samtliga av ställningarna erövrats. När de första anfallsmålen säkrats fortsatte framryckningen i två riktningar. Vissa av preussarna avancerade mot Dybbøl kvarn medan andra angrep de kvarvarande skansarna i ryggen. 

### 8:e brigadens motanfall

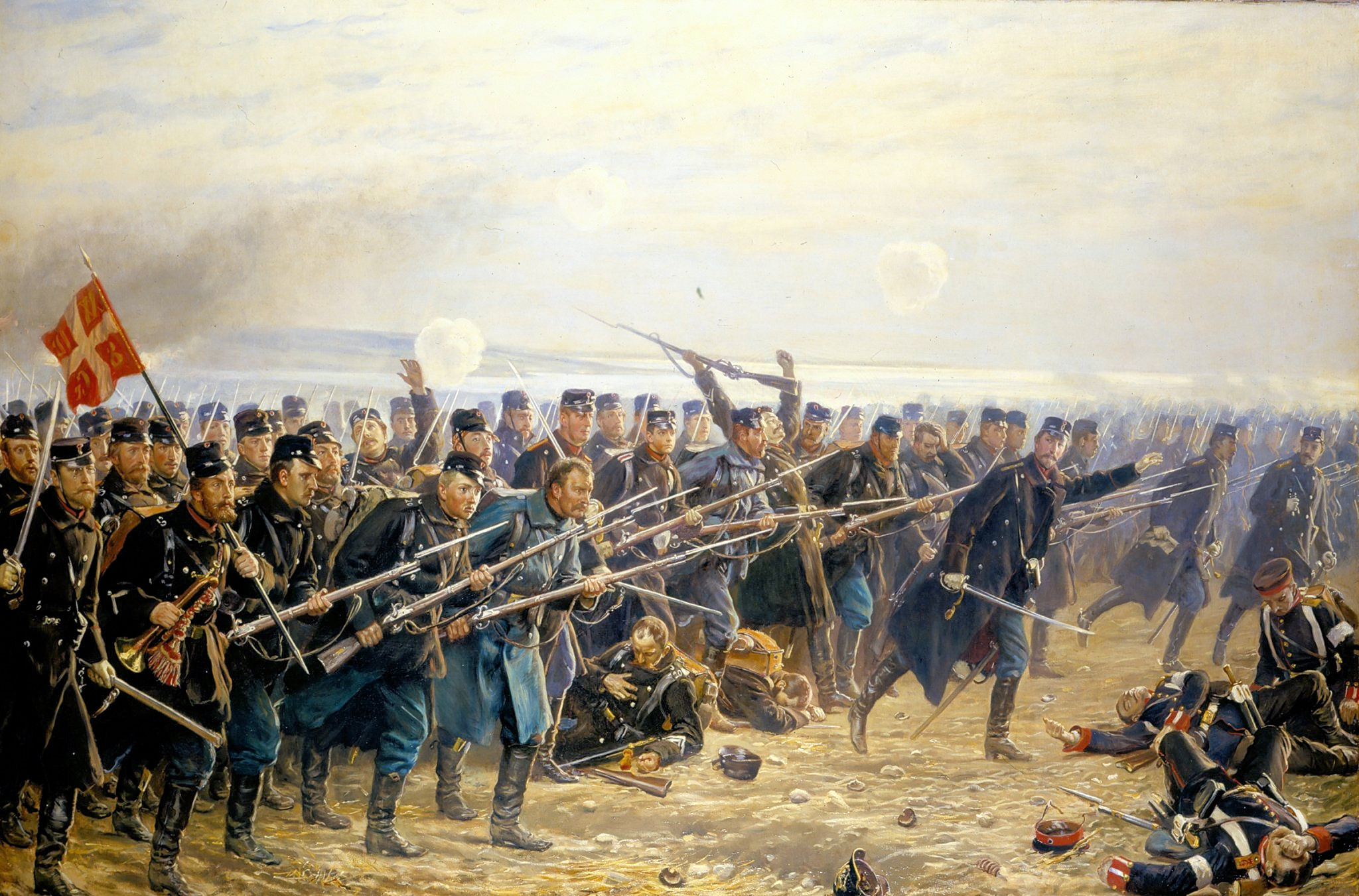
Den danska 8:e brigaden går till motanfall mot de framryckande preussarna. Brigadens anfall räddade den retirerande danska armén från total förintelse, dock till priset av stora förluster. Målning av Vilhelm Rosenstand 1894.

Befälhavaren över de 6 000 man starka danska reserverna, general Claude du Plat, försökte genomföra ett motanfall mot de anstormande preussarna. De danska trupperna led emellertid oerhörda förluster av den preussiska gevärselden. Du Plat, som chockades över antalet stupade, beordrade att framryckningen skulle avbrytas. Överste Paul Scharffenberg, chef för 8:e brigaden, beslutade sig emellertid för att trotsa du Plats order och ledde på eget bevåg sitt förband i ett förnyat anfall. 
Scharffenbergs plan var att undsätta de nordligaste av de danska skansarna, vilka ännu inte fallit i preussarnas händer. Trots stora förluster lyckades brigaden kasta tillbaka anfallarna. Först när Fredrik Karl satte in sina reserver kunde danskarna hejdas. Resterna av brigaden drevs tillbaka nära en kilometer till Dybbøl kvarn. Nära hälften av soldaterna antingen stupade, sårades eller togs tillfånga. Under de hårda striderna stupade bland annat general du Plat. Genom brigadens motanfall kunde en total förintelse av den retirerande danska armén dock undvikas.

### Danskarna drar sig tillbaka
En allmän dansk reträtt inleddes vid 11-tiden och resterna av 1:a och 3:e brigaderna lyckas fly till piren vid Sønderborg. 13.30 upphörde det sista danska motståndet framför Sønderborg, varpå en artilleriduell utbröt över Alssund. Resterna av den danska armén drog sig tillbaka till ön Als i Lilla Bält. Samma dag skickade Fredrik Karl ett telegram till kung Vilhelm I i Berlin där han förkunnade: ””Jag lägger tio skansar vid ers majestäts fötter””. 

## Resultat och följder
Under slaget dödades eller sårades 3 600 danskar och 1 200 preussare. Danskarna uppskattade de egna förlusterna till cirka 700 döda, 554 sårade och 3 534 tillfångatagna eller saknade. Rolf Krakes besättning led relativt lätta förluster med endast en stupad och tio sårade. De danska förband som drabbades värst var de 2:a och 22:a infanteriregementena. De totala danska förlusterna uppgick till 4 834 man. 
Nyheten om segern vid Dybbøl togs emot med jubel i Berlin och en press, som tidigare kritiserat kungahuset, hyllade nästan enhälligt Vilhelm I och ministerpresidenten Otto von Bismarck. Den 21 april besökte Vilhelm personligen slagfältet och trupperna som deltagit i striderna genomförde en parad till kungens ära. Samma dag lät Kristian IX trycka upp en proklamation som spreds till de danska trupperna på Als. I proklamationen hävdade kungen att Dybbøls fall inte hade avgjort kriget och uppmuntrade sina soldater på Als att hålla ön in i det sista.
En månad efter slaget slöts en vapenvila mellan de stridande parterna. Man kom då överens om att de preussisk-österrikiska trupperna skulle stanna kvar i de områden se dittills erövrat. Då stilleståndet senare bröts kom preussarna att använda den erövrade skanslinjen som samlingspunkt för ett anfall mot Als.   

## Eftermäle
Slaget vid Dybbøl var det första slag som observerades av delegater från Röda Korset; Louis Appia och Charles van de Velde. 
Vid stormningens början spelade de preussiska militärorkestrarna ett stycke komponerat av den kände militärmusikern Johann Gottfried Piefke. Efter slaget kom marschen att kallas Düpeler Schanzen-Marsch, till minne av den preussiska segern.
Den 18 april hålls en årlig minnesceremoni i Dybbøl, där bland annat soldater i dansk perioduniform uppträder. På slagfältet fanns det förr minnesmärken från både Danmark och Preussen. Kvarnen vid Dybbøl står fortfarande kvar men det tyska segermonumentet Düppeldenkmal sprängdes 1945. Inga förövare för sprängningen har någonsin identifierats, och monumentet återuppbyggdes aldrig.

### Webbkällor
- http://varldenshistoria.se/krig/beromda-slag/danskarna-krossades-pa-en-timme
- https://militarhistoria.se/1800-tal/slaget-vid-dybbol-ett-danskt-poltava